# Groupe de recherche sur les enjeux de la communication
Le Groupe de recherche sur les enjeux de la communication (GRESEC) est un centre de recherche (EA no 608) en sciences de l'information et de la communication (SIC) rattaché à l'université Grenoble-Alpes. Il se situe dans les bâtiments de l'Institut de la communication et des médias à Échirolles près de Grenoble.

## Historique
Le Gresec a été fondé en 1978 par Yves de La Haye et Bernard Miège, qui ont rapidement été rejoints par Jean-Louis Alibert et Jean Caune. Initialement défini par la référence à deux disciplines, la sociologie et l'économie, le laboratoire a très vite élargi ses perspectives et ses collaborations. En 1985, le ministère de l'enseignement supérieur et de la recherche confère au Gresec le statut d'équipe d'accueil (EA no 608). En 1996, le laboratoire déménage du domaine universitaire de Grenoble à l'Institut de la communication et des médias à Échirolles. Le GRESEC a été dirigé par Isabelle Pailliart jusqu'en 2020. Benoit Lafon est aujourd'hui à la tête du laboratoire.

## Domaines de recherche
Le Gresec est un laboratoire de recherche en sciences de l'information et de la communication. Ses recherches s'orientent autour de quatre axes principaux : 
- L'industrialisation de la culture, de l'information et de la communication
- La communication et la médiatisation des questions sociétales
- L'ancrage social des techniques en information-communication
- La connaissance, la recherche d'information, les interfaces et les systèmes de traitement automatique de la langue

## Équipe
Le Gresec est composé de 43 enseignants-chercheurs (dont 6 chercheurs non permanents) et de 34 doctorants.

## Revue
Le Gresec publie la revue numérique Les Enjeux de l'information et de la communication depuis 1999.